# Ingo Kiel
Ingo Kiel (* 21. Oktober 1932) ist ein deutscher Tischtennisspieler mit aktiver Zeit vorwiegend in den 1950er Jahren. Bei der Deutschen Meisterschaft 1953 gewann er eine Bronzemedaille im Doppel.

## Werdegang
Mit 15 Jahren trat Ingo Kiel dem Verein SV Preußen 04 Wanne-Eickel bei, trainiert wurde er von seinem Vater. 1949 nahm er an den Deutschen Jugendmeisterschaften in Witzenhausen teil, wo er zusammen mit Karl-Heinz Harmansa das Halbfinale erreichte. Ein Jahr später kam er im Einzel unter die letzten vier, hier verlor er gegen Hans Rockmeier.
Im Seniorenbereich spielte er mit der Mannschaft von Wanne-Eickel in der Westfalen-Liga, der damals höchsten deutschen Spielklasse. Sein größter Erfolg war der Gewinn der Bronzemedaille bei der Deutschen Meisterschaft 1953 im Doppel mit Helmuth Hoffmann.